# آدریان بایرامی
آدریان بایرامی (انگلیسی: Adrian Bajrami؛ زادهٔ ۵ آوریل ۲۰۰۲) بازیکن فوتبال زاده سوئیس اهل آلبانی است.
وی همچنین در تیم ملی فوتبال آلبانی بازی کرده‌است.